# Maillot amarillo
El maillot amarillo (del francés maillot jaune, cuya pronunciación es [majo ʒoːn]) es la prenda portada por el líder en la clasificación por tiempos durante el Tour de Francia. Esto permite que sea identificado como el primero de la clasificación general en las etapas en las que lo porta. Se instauró a partir del Tour de 1919.
El banco francés Crédit Lyonnais patrocina el maillot amarillo desde 1987. El banco desarrolló la tradición de entregar un león de peluche (símbolo de la empresa) al portador del maillot amarillo en el pódium, que los corredores solían guardar como recuerdo o regalar a sus hijos, auxiliares y compañeros de equipo.

## Historia

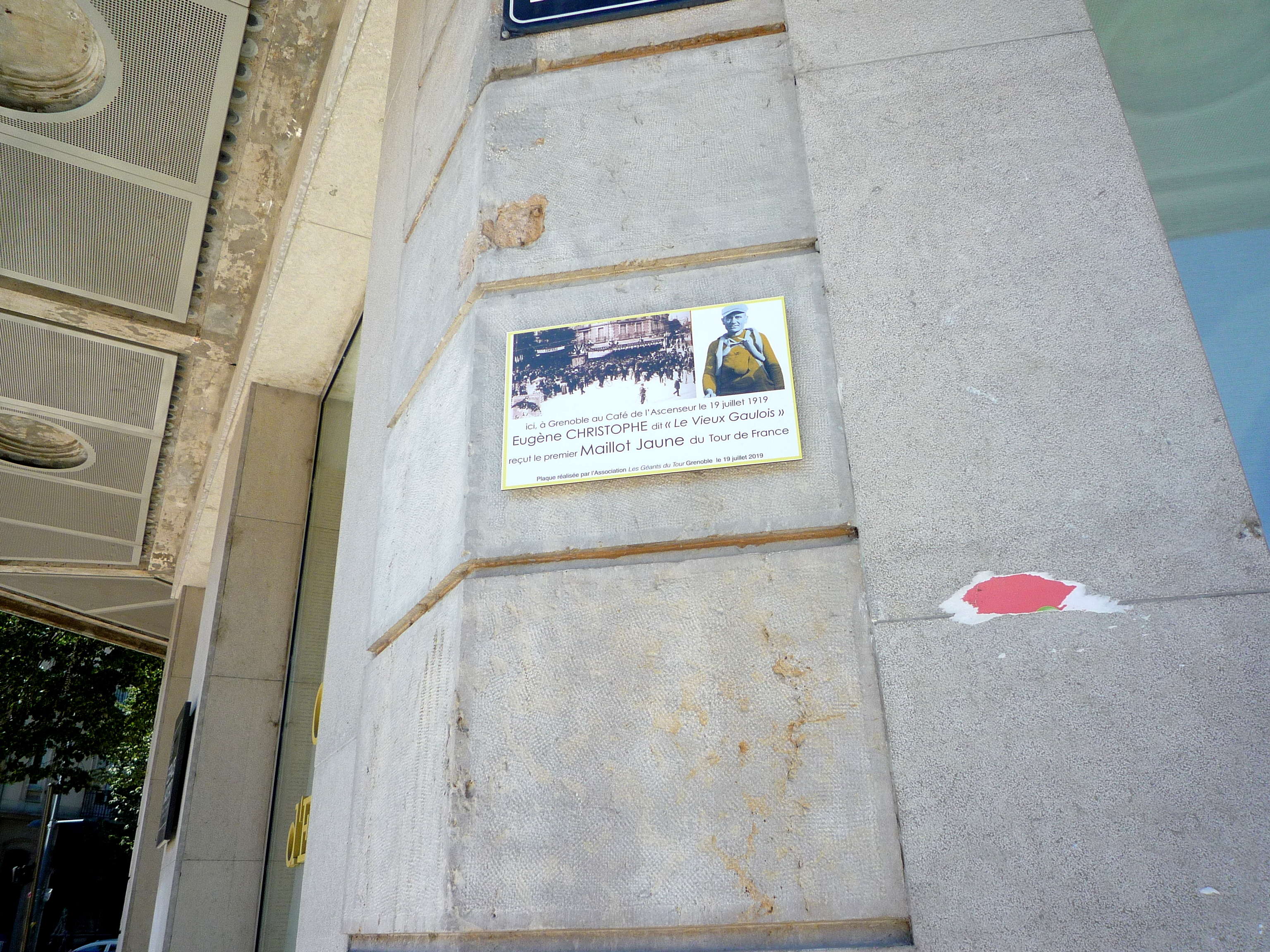
Placa en la ciudad de Grenoble, que celebra el centenario de la presentación del primer maillot amarillo el 19 de julio de 1919. (esquina bulevar Gambetta y calle Béranger)

El líder del Tour es el que hasta ese momento ha registrado el menor tiempo acumulado en las etapas, habiendo sumado y restado cualquier bonificación o penalización de tiempo. Además, las bonificaciones de tiempo son concedidas por terminar en la cima y en los sprints designados de las etapas. No obstante, líder no estaba identificado de ninguna manera en carrera.
La decisión de designar al líder por tiempo de este modo fue tomada por el fundador del Tour, Henri Desgrange, durante el Tour de Francia 1919. Se eligió el amarillo para representar el color del papel en el que se imprimía el periódico L'Auto (que posteriormente se llamaría L'Équipe), principal patrocinador del acontecimiento. Destacaban también las iniciales "HD" (por Henri Desgrange), que fueron eliminadas en 1984 para facilitar el patrocinio, pero añadidas de nuevo en los hombros de la prenda en el año 2003 como parte de las celebraciones por el centenario del Tour. El juego de iniciales es actualmente llevado en la parte frontal superior derecha del maillot.
El primer portador del maillot fue el francés Eugène Christophe, que recibió la prenda en la 11.ª etapa del Tour de 1919, desarrollada entre Grenoble y Ginebra. El belga Firmin Lambot, ganador de aquella edición de la ronda gala, fue el primer corredor en ganarlo.
Aunque es algo muy difícil, ha sucedido que un solo corredor ha llevado el maillot amarillo desde la primera etapa hasta la última. Esto ha ocurrido en tres Tours: en 1924 (Ottavio Bottecchia), en 1928 (Nicolas Frantz) y 1935 (Romain Maes). En el primer Tour de la historia, celebrado en 1903, Maurice Garin también fue líder desde la primera etapa hasta la última, pero nunca vistió el maillot amarillo, ya que no se instauró hasta 1919.
También se ha dado el caso contrario, es decir, que el ganador final consiga el primer puesto solo al concluir la última etapa, sin haber portado el maillot amarillo hasta que se lo conceden en el podio final. Esto ha ocurrido en dos Tours: las ediciones de 1947 (Jean Robic) y 1968 (Jan Janssen). En este apartado también destaca Greg LeMond, que en su segunda victoria en el Tour (en 1989), portó el maillot amarillo durante varias jornadas del Tour, lo perdió y lo recuperó de nuevo en la última etapa, en la contrarreloj final.

## Maillot de líder en las otras Grandes Vueltas
Inspirados por esta idea del Tour de Francia, las otras dos Grandes Vueltas también adoptaron un maillot especial para identificar al líder de la carrera.
En el Giro de Italia, se concede desde 1931 la Maglia rosa (maillot rosa), también reflejando el color del papel del diario deportivo patrocinador, La Gazzetta dello Sport.
La Vuelta a España, desde sus inicios en 1935, también asignó un maillot para identificar al líder. No obstante, el color de este maillot fue cambiante hasta 1955, cuando se instauró también un maillot amarillo para identificar al líder. Salvo en la edición de 1977, el maillot amarillo duró hasta 1998. Desde 1999 hasta 2009, el líder de la Vuelta portaba el maillot oro. Desde 2010, lleva el maillot rojo en honor a los colores de las selecciones españolas de la mayoría de deportes.

### Otras carreras por etapas que identifican al líder con un maillot amarillo
| Carrera                | Año  | Maillot de la clasificación general | Categoría UCI 2022      |
| ---------------------- | ---- | ----------------------------------- | ----------------------- |
| Tour de Francia        | 1903 | Amarillo                            | Primera (UCI WordTour)  |
| Vuelta al País Vasco   | 1924 | Amarillo                            | Primera (UCI WordTour)  |
| Tour de Polonia        | 1928 | Amarillo                            | Primera (UCI WordTour)  |
| París-Niza             | 1933 | Amarillo                            | Primera (UCI WordTour)  |
| Vuelta a Suiza         | 1933 | Amarillo                            | Primera (UCI WordTour)  |
| Critérium del Dauphiné | 1947 | Amarillo con franja azul horizontal | Primera (UCI WordTour)  |
| Tour de Valonia        | 1974 | Amarillo                            | Segunda (UCI ProSeries) |
| UAE Tour               | 2019 | Amarillo                            | Primera (UCI WordTour)  |

## Ganadores en dos o más ocasiones
| Rango | Ciclista            | Victorias | Años                         |
| ----- | ------------------- | --------- | ---------------------------- |
| 1     | Jacques Anquetil    | 5         | 1957, 1961, 1962, 1963, 1964 |
|       | Eddy Merckx         | 5         | 1969, 1970, 1971, 1972, 1974 |
|       | Bernard Hinault     | 5         | 1978, 1979, 1981, 1982, 1985 |
|       | Miguel Induráin     | 5         | 1991, 1992, 1993, 1994, 1995 |
| 5     | Chris Froome        | 4         | 2013, 2015, 2016, 2017       |
| 6     | Philippe Thijs      | 3         | 1913, 1914, 1920             |
|       | Louison Bobet       | 3         | 1953, 1954, 1955             |
|       | Greg LeMond         | 3         | 1986, 1989, 1990             |
|       | Tadej Pogačar       | 3         | 2020, 2021, 2024             |
| 10    | Lucien Petit-Breton | 2         | 1907, 1908                   |
|       | Firmin Lambot       | 2         | 1919, 1922                   |
|       | Ottavio Bottecchia  | 2         | 1924, 1925                   |
|       | Nicolas Frantz      | 2         | 1927, 1928                   |
|       | André Leducq        | 2         | 1930, 1932                   |
|       | Antonin Magne       | 2         | 1931, 1934                   |
|       | Sylvère Maes        | 2         | 1936, 1939                   |
|       | Gino Bartali        | 2         | 1938, 1948                   |
|       | Fausto Coppi        | 2         | 1949, 1952                   |
|       | Bernard Thévenet    | 2         | 1975, 1977                   |
|       | Laurent Fignon      | 2         | 1983, 1984                   |
|       | Alberto Contador    | 2         | 2007, 2009                   |
|       | Jonas Vingegaard    | 2         | 2022, 2023                   |

## Ganadores por país
| Rango | País         | Ganadores más prolíficos                           | Ganadores más recientes | Victorias |
| ----- | ------------ | -------------------------------------------------- | ----------------------- | --------- |
| 1     | Francia      | Jacques Anquetil, Bernard Hinault (5)              | Bernard Hinault 1985    | 36        |
| 2     | Bélgica      | Eddy Merckx (5)                                    | Lucien Van Impe 1976    | 18        |
| 3     | España       | Miguel Induráin (5)                                | Alberto Contador 2009   | 12        |
| 4     | Italia       | Ottavio Bottecchia, Gino Bartali, Fausto Coppi (2) | Marco Pantani 1998      | 9         |
| 5     | Reino Unido  | Chris Froome (4)                                   | Geraint Thomas 2018     | 6         |
| 6     | Luxemburgo   | Nicolas Frantz (2)                                 | Andy Schleck* 2010      | 5         |
| 7     | Dinamarca    | Bjarne Riis, Jonas Vingegaard (2)                  | Jonas Vingegaard 2023   | 3         |
|       | Eslovenia    | Tadej Pogačar (3)                                  | Tadej Pogačar 2024      | 3         |
| 9     | Países Bajos | Jan Janssen, Joop Zoetemelk                        | Joop Zoetemelk 1980     | 2         |
|       | Suiza        | Ferdi Kübler, Hugo Koblet                          | Hugo Koblet 1951        | 2         |
| 11    | Irlanda      | Stephen Roche                                      | Stephen Roche 1987      | 1         |
|       | Alemania     | Jan Ullrich                                        | Jan Ullrich 1997        | 1         |
|       | Colombia     | Egan Bernal                                        | Egan Bernal 2019        | 1         |

- (*) Andy Schleck fue segundo en el Tour 2010, pero fue declarado ganador tras la descalificación de Alberto Contador (ganador inicial) por dar positivo por clembuterol en el segundo día de descanso.

## Ganadores más jóvenes
| Rango | Ganador                 | Edad               |
| ----- | ----------------------- | ------------------ |
| 1     | Henri Cornet (1904)     | 19 años y 352 días |
| 2     | Tadej Pogačar (2020)    | 21 años y 364 días |
| 3     | François Faber (1909)   | 22 años y 187 días |
| 4     | Egan Bernal (2019)      | 22 años y 196 días |
| 5     | Octave Lapize (1910)    | 22 años y 280 días |
| 6     | Felice Gimondi (1965)   | 22 años y 289 días |
| 7     | Tadej Pogačar (2021)    | 22 años y 301 días |
| 8     | Laurent Fignon (1983)   | 22 años y 346 días |
| 9     | Romain Maes (1935)      | 22 años y 352 días |
| 10    | Jacques Anquetil (1957) | 23 años y 193 días |